# Lacrimosa (banda)
Lacrimosa é um duo composto por Tilo Wolff e Anne Nurmi no qual mescla diversos estilos como o dark wave, gothic rock e metal com orquestras sinfônicas. O nome “Lacrimosa” significa “banhado em lagrimas”, nome que foi retirado de uma das partes do Requiem de Mozart, do qual Tilo é um grande fã. Os principais temas abordados por Lacrimosa são a solidão, tristeza e amor, que são sobre os próprios sentimentos de Tilo e Anne.

## História
Idealizada na Alemanha por Tilo Wolff em 1989, lançou sua demo tape Angst, porém, mais conhecida como Clamor, em 1990, contendo duas músicas “Seele in Not” e “Requiem” com fortes influências do estilo dark wave. Ele não imaginava o sucesso que faria, fez apenas 100 copias dessa fita e a grande maioria foi distribuída entre seus amigos, porém teve uma boa aceitação do público, chegando a receber algumas propostas de gravadoras, mas ele decidiu que não queria uma gravadora mandando em sua música ou lhe dando prazos para compor, então trabalhou em uma fábrica e juntou dinheiro para abrir a sua própria gravadora; a “Hall of Sermon”.
Nos anos seguintes Tilo lançou o seu primeiro álbum de estúdio “Angst - ‘1991” no qual além de uma versão remasterizada de “Seele in Not” e “Requiem” também contém mais 4 faixas, e em seguida “Einsamkeit - 1992” seguindo a mesma linha Darkwave e em seguida “Satura – 1993” que ainda se mantinha no mesmo estilo porém contando com influências de rock como na música “Erinnerung”;
E foi com o lançamento do álbum Satura que finalmente resolveu fazer sua primeira turnê, e foi durante essa turnê que conheceu Anne Nurmi que na época era integrante da banda “Two Witches” que estava abrindo alguns shows para o Lacrimosa nessa turnê, quando Tilo viu Anne no palco disse que se identificou muito com sua maneira de se expressar e como já procurava por uma alguém para dividir os vocais e ficar nos teclados, após a turnê Tilo a convidou para entrar na banda e a mesma aceitou.

### Entrada de Anne Nurmi
Anne participou das gravações do então próximo Single,‘Schakal - 1994’, no qual ela cantou um trecho em Finlandês, mas ‘Inferno - 1995’ foi o primeiro álbum oficial com a sua colaboração nos vocais e teclados.
Lacrimosa que até então tinha um estilo mais dark wave passou a ter mais influências do rock e metal, dando uma ênfase maior na bateria e guitarras, que nos álbuns anteriores eram poucas, e também passou a trabalhar mais a parte orquestrada.   

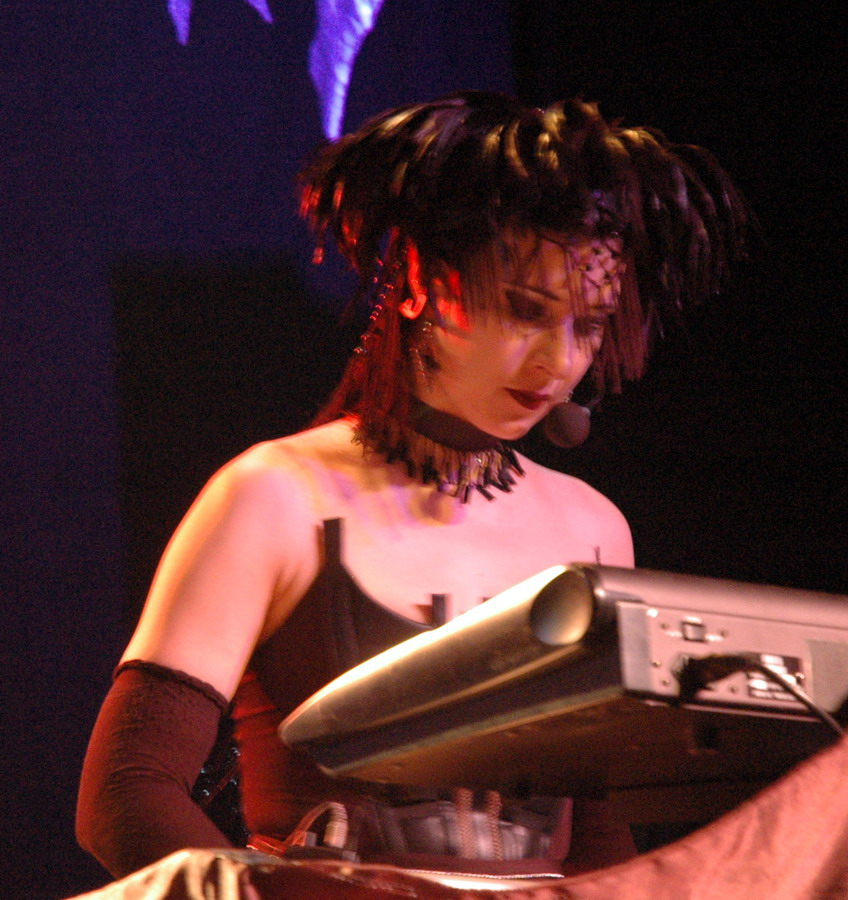
Anne Nurmi, concerto em 2005

Nos seguintes álbuns ‘Stille - 1997’, ‘Elodia - 1999’ e ‘Fassade – 2001’, Tilo sendo um grande Fã de música clássica Tilo mostrava cada vez mais o seu lado maestro, algo que surpreendeu e agradou a muitos fãs e foi o ápice da influência do metal na carreira de Lacrimosa que até então foi em ‘Stille – 1997’, um álbum com uma atmosfera carregada e dramática e um equilibro perfeito entre a força das guitarras e a suavidade da orquestra, algo que com o tempo se tornou uma das características da Lacrimosa, sendo uma das bandas pioneiras no estilo (symphonic meta]]l), porém sem perder a sua essência e ainda lançando músicas capaz de agradar seu público antigo, como por exemplo a música “Mutatio Spiritus” do single “Stolzes Herz – 1996 que segue o estilo dark wave.
No álbum ‘Elodia ‘1999’ a parte orquestrada foi executada pela orquestra sinfônica de Londres e gravada no famoso Abbey Road Studios, cada parte foi composta e arranjada por Tilo Wolff. Para a gravação desse álbum foram necessários 187 músicos e foi um dos álbuns em que mais se investiu, porém também foi um grande sucesso. O sucessor de ‘Elodia’,‘Fassade’, trouxe algo até então inédito para o mundo de Lacrimosa :uma música divida em partes . A faixa ‘Fassade’ e seus 3 movimentos, composições magníficas com coros e orquestras, trouxeram ainda mais brilho para o álbum marcado pelas críticas à superficialidade da sociedade moderna.‘Echos - 2003’ foi um álbum com músicas mais instrumentais e com vocais carregados de emoções, tendo um processo de composição e gravação muito rápido, segundo Tilo precisou apenas de alguns meses, e foi também na turnê desse álbum que Lacrimosa se apresentou pela primeira vez no Brasil na cidade de São Paulo no dia 28 de Julho de 2004.
Seu estilo combina ramificações do metal com a música clássica, pela utilização de instrumentos eruditos como piano e formações orquestrais. A banda possui influências tanto de dark wave (primeiros três álbuns), quanto de heavy metal (Sapphire, do álbum Lichtgestalt e Liebesspiel, do álbum Fassade, entre outras), progressive metal (Deine Nähe, do álbum Stille) e, segundo muitos, até de Tango (Malina e Eine Nacht in Ewigkeit, ambas do álbum Echos). Em entrevista ao site Whiplash em 2004, Tilo Wolff afirmou: "O Lacrimosa é a inspiração de sentimentos, sem ter vínculo com estilos musicais. De fato a imagem e fotos podem sugerir que somos góticos, mas nem sempre exploramos esse estilo a fundo. É algo mais profundo. Mas não me importo com isso."
Quase todas as letras de suas canções são escritas em alemão, mas a partir do álbum Inferno também há letras em inglês (Copycat e Not Every Pain Hurts, entre outras) e em finlandês (Vankina e trechos de Schakal), além de uma versão de Durch Nacht und Flut parcialmente em espanhol, no álbum ao vivo Lichtjahre. A autoria das letras é de Tilo Wolff, exceto por Hohelied Der Liebe, do álbum Lichtgestalt (2005), cuja letra foi retirada da Bíblia (Primeira carta de Paulo aos coríntios, capítulo 13).
Lacrimosa só voltou a lançar álbuns de estúdio em 2009, porém nesse tempo Tilo não ficou parado, em 2006 iniciou mais um projeto chamado “Snakeskin” voltado mais ao eletrônico e nesse período lançou dois albuns. O Lacrimosa veio novamente ao Brasil em 21 de Setembro de 2010 no aniversário de 20 anos após lançar os álbuns ‘Sehnsucht – 2009’ que foi um álbum que impressionou muitos fãs pois a banda que até então seguia cada vez em seu estilo (Symphonic Metal) lançou esse albúm repleto de músicas extremamente melancólicas e quase sem guitarras, agradando muito os fãs antigos, inclusive nesse álbum reaparece a personagem do álbum “Satura – 1993” na capa montada em um cavalo, em seguida ‘Schattenspiel – 2010’ “nome foi inspirado na música “ShadowPlay” do Joy Division sendo esse  uma coletânea com varias músicas antigas do Lacrimosa que nunca tinham sido reveladas e também algumas músicas novas seguindo o mesmo estilo do álbum anterior e versões alternativas de músicas antigas.
Em 2012 Lacrimosa lançou o álbum ‘Revolution’ esse álbum mantinha as principais características como as músicas ricamente orquestradas, porém com muito mais guitarra e novamente puxando mais para o metal. Lacrimosa saiu em turnê para a divulgação do álbum e passou novamente no Brasil em 23 de Abril de 2013 e depois em 08 de Dezembro de 2015 para divulgar seu novo álbum “Hoffnung – 2015” seguindo o mesmo estilo do anterior porém bem mais orquestrado e inclusive contendo novamente uma música separada em movimentos assim como já havia feito em “Fassade 2001” sendo dessa vez em duas partes “Der Freie Fall – Apeiron, pt1” e “Apeiron – Der Freie Fall pt2”

## Fake news
Em 2008, um site mexicano publicou que Tilo Wolff teria morrido em um acidente aéreo nas proximidades de Hanôver. A publicação foi desmentida pela gravadora, que afirmou que o músico estava na Suíça, trabalhando nas gravações do novo álbum da banda.

## Integrantes
Formação atual
| Integrante     | Instrumento(s) |
| -------------- | -------------- |
| Tilo Wolff     | Vocal, Teclado |
| Anne Nurmi     | Teclado, Vocal |
| Yenz Leonhardt | Baixo, Vocal   |
| Henrik Flyman  | Guitarra       |
| Jay P. Genkel  | Guitarra       |
| Julien Schmidt | Bateria        |

Músicos que já participaram da banda ou de algum álbum
| Instrumento       | Músico                |
| ----------------- | --------------------- |
| Guitarra          | Jan Yrlund            |
| Guitarra          | Joachin Küstner       |
| Guitarra          | Andreas Hagler        |
| Guitarra          | Jill Y. Creek         |
| Guitarra          | Gunnar Seifert        |
| Guitarra          | Roland Thaler         |
| Guitarra          | Mille Petrozza        |
| Guitarra          | Sebastian Hausmann    |
| Baixo             | Sebastian Hausmann    |
| Baixo             | Gonzo                 |
| Baixo             | Rock'n Roly           |
| Baixo             | Stelio Diamantopoulos |
| Baixo             | Frederick Martin      |
| Baixo             | Joachim Gebardt       |
| Bateria           | Thomas Nack           |
| Bateria           | AC                    |
| Bateria           | Franco Nero           |
| Bateria           | Laurin Biersack       |
| Bateria           | Stefan Schwarzmann    |
| Violoncelo        | Boris Becker          |
| Violoncelo        | Charlotte Kracht      |
| Violoncelo        | Ulrich Chaon          |
| Violoncelo        | V. Sondeckis          |
| Violino           | Rodrigo Reichel       |
| Violino           | Thomas Oepen          |
| Violino           | Stefan Pintev         |
| Teclado           | Patrick Sayer         |
| Teclado           | Felix Haucher         |
| Baixo sem trastes | Susanne Vogel         |
| Oboé              | Thomas Rohde          |
| Fagote            | Philip Morris         |
| Clarinete         | Thomas Gramatzki      |
| Viola da gamba    | V. Sondeckis          |
| Contrabaixo       | Katharina C. Bunners  |
| Viola             | Sebastian Marock      |
| Piano             | Philippe Alioth       |
| Vocal             | Judith Grüning        |

Vozes
| Timbre    | Músico             |
| --------- | ------------------ |
| Contralto | Uli Brandt         |
| Contralto | Melanie Kirschke   |
| Contralto | ursula Ritter      |
| Soprano   | Catharina Boutari  |
| Soprano   | Raphaela Mayhaus   |
| Soprano   | Bettina Hunold     |
| Tenor     | Olaf Senkbeil      |
| Tenor     | Klaus Bülow        |
| Coro      | Rosenberg Ensemble |

Orquestras
| Nacionalidade | Grupo                            |
| ------------- | -------------------------------- |
| Alemanha      | Filarmônica Alemã Babelsberg     |
| Alemanha      | Filarmônica Spielmann-Schnyder   |
| Alemanha      | Orquestra Sinfônica de Barmbeker |
| Alemanha      | Ópera de Hamburgo                |
| Inglaterra    | Orquestra Sinfônica de Londres   |

## Discografia
| Ano  | Álbum                                  | Tradução do título                                                    | Tipo                   | Capa |
| ---- | -------------------------------------- | --------------------------------------------------------------------- | ---------------------- | ---- |
| 1990 | Clamor                                 | Clamor                                                                | Demo                   |      |
| 1991 | Angst                                  | Medo                                                                  | Álbum                  |      |
| 1992 | Einsamkeit                             | Solidão                                                               | Álbum                  |      |
| 1993 | Satura                                 | Sátira                                                                | Álbum                  |      |
| 1993 | Alles Lüge                             | Tudo Mentira                                                          | EP                     |      |
| 1994 | Schakal                                | Chacal                                                                | Single                 |      |
| 1995 | Inferno                                | Inferno                                                               | Álbum                  |      |
| 1996 | Stolzes Herz                           | Coração Orgulhoso                                                     | Single                 |      |
| 1997 | Stille                                 | Silêncio                                                              | Álbum                  |      |
| 1998 | Live                                   | Ao Vivo                                                               | Ao Vivo                |      |
| 1999 | Elodia                                 | Variante gráfica do nome francês Elodie que significa "rica, riqueza" | Álbum                  |      |
| 1999 | Alleine zu zweit                       | Sozinho a Dois                                                        | Single                 |      |
| 2001 | Der Morgen Danach                      | A Manhã Seguinte                                                      | Single                 |      |
| 2001 | Fassade                                | Fachada                                                               | Álbum                  |      |
| 2002 | Durch Nacht und Flut                   | Através da Noite e da Inundação                                       | Single                 |      |
| 2002 | Durch Nacht und Flut - Special Edition | Através da Noite e da Inundação - Edição Especial                     | Single                 |      |
| 2002 | Vintage Classix                        | Clássicos Antigos                                                     | Box de Discos de Vinil |      |
| 2003 | Echos                                  | Ecos                                                                  | Álbum                  |      |
| 2004 | B-Seiten                               | Lado B                                                                | Coletânea              |      |
| 2004 | Singles Collection                     | Coleção de Singles                                                    | Coletânea de Singles   |      |
| 2005 | Lichtgestalt                           | Criatura de Luz                                                       | Álbum                  |      |
| 2005 | The Party Is Over                      | A Festa Acabou                                                        | Single                 |      |
| 2005 | Lichtgestalten                         | Criaturas de Luz                                                      | EP                     |      |
| 2005 | Sapphire                               | Safira                                                                | Single                 |      |
| 2005 | Lichtgestalt Single                    | Criatura de Luz (Single)                                              | Single                 |      |
| 2005 | Kelch der Liebe                        | Cálice de Amor                                                        | Single                 |      |
| 2007 | Lichtjahre                             | Anos-luz                                                              | Ao Vivo                |      |
| 2008 | B-Side in Heaven                       | Lado B no Céu                                                         | Coletânea              |      |
| 2008 | B-Side in Hell                         | Lado B no Inferno                                                     | Coletânea              |      |
| 2009 | Sehnsucht                              | Anseio                                                                | Álbum                  |      |
| 2009 | I Lost My Star                         | Eu Perdi Minha Estrela                                                | Single                 |      |
| 2009 | Feuer                                  | Fogo                                                                  | Single                 |      |
| 2009 | Mandira Nabula                         | ?                                                                     | Box de Singles         |      |
| 2010 | Schattenspiel                          | Jogo de sombras                                                       | Coletânea              |      |
| 2010 | Untitled                               | Sem Título                                                            | EP                     |      |
| 2010 | Sellador                               | Selador                                                               | Maxi Single / Promo    |      |
| 2012 | Revolution                             | Revolução                                                             | Álbum                  |      |
| 2012 | Morning Glory                          |                                                                       | EP                     |      |
| 2013 | Heute Nacht                            | Esta Noite                                                            | EP                     |      |
| 2014 | Live in Mexico City                    | Ao Vivo Na Cidade do México                                           | Ao Vivo                |      |
| 2015 | Hoffnung                               | Esperança                                                             | Álbum                  |      |
| 2017 | Testimonium                            | Testemunha                                                            | Álbum                  |      |
| 2019 | Zeitreise                              | Viagem no Tempo                                                       | Coletânea              |      |
| 2021 | Leidenschaft                           | Paixão                                                                | Álbum                  |      |
| 2022 | Leidenschaft, Pt.2                     |                                                                       | Álbum                  |      |

## Videografia
Videoclipes
| Clipe                    | Álbum        |
| ------------------------ | ------------ |
| Satura                   | Satura       |
| Copycat                  | Inferno      |
| Schakal                  | Inferno      |
| Stolzes Herz             | Stille       |
| Siehst du mich im Licht? | Stille       |
| Not Every Pain Hurts     | Stille       |
| Alleine Zu Zweit         | Elodia       |
| Der Morgen Danach        | Fassade      |
| Durch Nacht und Flut     | Echos        |
| Lichtgestalt             | Lichtgestalt |
| Feuer                    | Sehnsucht    |
| Revolution               | Revolution   |
| Die Unbekannte Farbe     | Hoffnung     |
| Nach dem Sturm           | Testimonium  |
| Raubtier                 | Leidenschaft |

Vídeos
| Ano  | Título              | Tipo |
| ---- | ------------------- | ---- |
| 1995 | The Clips 1993-1995 | VHS  |
| 1997 | Silent Clips        | VHS  |
| 2000 | The Live History    | VHS  |
| 2000 | The Live History    | DVD  |
| 2005 | Musikkurzfilme      | DVD  |
| 2007 | Lichtjahre          | DVD  |
| 2014 | Live in Mexico City | DVD  |

## Participações externas de Tilo Wolff
| Trabalho                      | Autor                   | Nota      |
| ----------------------------- | ----------------------- | --------- |
| Lycia                         | Christian Dörge         | Álbum     |
| Gimme Something to Believe In | Dark Sonics Collections | Coletânea |
| Endorama                      | Kreator                 | Álbum     |
| The Phantom of the Opera      | Dreams of Sanity        | Álbum     |
| Abendrot                      | Joachim Witt            | Álbum     |
| Messiah                       | Kartagon                | Álbum     |
| Bleib                         | Tk Kim                  | Álbum     |
| Children of the Dark          | Mono Inc                | Álbum     |
| Lamentation                   | Holy Tide               | Álbum     |
| Alles Wird Gut...aber         | Lord of the Lost        | Álbum     |
| Shining Light                 | Mono Inc                | Álbum     |